# Ken Priestlay
Kenneth Priestlay (né le 24 août 1967 à Vancouver, dans la province de la Colombie-Britannique au Canada) est un joueur professionnel de hockey sur glace.

## Carrière en club
En tant que joueur dans la Ligue de hockey de l'Ouest pour les Cougars de Victoria, Priestlay promettait d'être un joueur avec très bon potentiel. En 1985, il se présente au repêchage d'entrée de la LNH et il est choisi par les Sabres de Buffalo en cinquième ronde (98e choix).
Il continue néanmoins à jouer dans la LHOu où il continue à s'améliorer : lors de la saison 1985-1986, il inscrit 145 points en 72 matchs.
Ainsi il devient professionnel en signant pour la saison 1986-1987 avec les Sabres mais il ne réussit pas pour autant à s'imposer dans la LNH et durant de nombreuses saisons, il partage son temps entre la LNH et la Ligue américaine de hockey (en jouant par exemple pour les Americans de Rochester).
En 1990-1991, il joue deux matchs dans la saison avec l'équipe des Penguins de Pittsburgh qui gagnera en fin d'année la Coupe Stanley. La saison d'après les Penguins gagnent une nouvelle fois la Coupe et Priestlay joue une cinquantaine de matchs dans la saison (mais aucun dans les séries éliminatoires). Le reste de la saison, il joue dans la Ligue internationale de hockey.
En 1994, il quitte l'Amérique du Nord et part jouer en Angleterre pour l'équipe des Sheffield Steelers. Il prend sa retraite à la fin de la saison 1998-1999.

## Statistiques
Pour les significations des abréviations, voir Statistiques du hockey sur glace.
| Saison     | Équipe                   | Ligue      |     | Saison régulière | Saison régulière | Saison régulière | Saison régulière | Saison régulière |   | Séries éliminatoires | Séries éliminatoires | Séries éliminatoires | Séries éliminatoires | Séries éliminatoires |
| Saison     | Équipe                   | Ligue      | PJ  | B                | A                | Pts              | Pun              | PJ               | B | A                    | Pts                  | Pun                  |                      |                      |
| 1983-1984  | Cougars de Victoria      | LHOu       | 55  | 10               | 18               | 28               | 31               |                  |   |                      |                      |                      |                      |                      |
| 1984-1985  | Cougars de Victoria      | LHOu       | 50  | 25               | 37               | 62               | 48               |                  |   |                      |                      |                      |                      |                      |
| 1985-1986  | Cougars de Victoria      | LHOu       | 72  | 73               | 72               | 145              | 45               |                  |   |                      |                      |                      |                      |                      |
| 1985-1986  | Americans de Rochester   | LAH        | 4   | 0                | 2                | 2                | 0                |                  |   |                      |                      |                      |                      |                      |
| 1986-1987  | Cougars de Victoria      | LHOu       | 33  | 43               | 39               | 82               | 37               |                  |   |                      |                      |                      |                      |                      |
| 1986-1987  | Sabres de Buffalo        | LNH        | 34  | 11               | 6                | 17               | 8                |                  |   |                      |                      |                      |                      |                      |
| 1986-1987  | Americans de Rochester   | LAH        |     |                  |                  |                  |                  | 8                | 3 | 2                    | 5                    | 4                    |                      |                      |
| 1987-1988  | Americans de Rochester   | LAH        | 43  | 27               | 24               | 51               | 47               |                  |   |                      |                      |                      |                      |                      |
| 1987-1988  | Sabres de Buffalo        | LNH        | 33  | 5                | 12               | 17               | 35               | 6                | 0 | 0                    | 0                    | 11                   |                      |                      |
| 1988-1989  | Americans de Rochester   | LAH        | 64  | 56               | 37               | 93               | 60               |                  |   |                      |                      |                      |                      |                      |
| 1988-1989  | Sabres de Buffalo        | LNH        | 15  | 2                | 0                | 2                | 2                | 3                | 0 | 0                    | 0                    | 2                    |                      |                      |
| 1989-1990  | Americans de Rochester   | LAH        | 40  | 19               | 39               | 58               | 46               |                  |   |                      |                      |                      |                      |                      |
| 1989-1990  | Sabres de Buffalo        | LNH        | 35  | 7                | 7                | 14               | 14               | 5                | 0 | 0                    | 0                    | 8                    |                      |                      |
| 1990-1991  | Équipe du Canada         | Intl       | 40  | 20               | 26               | 46               | 34               |                  |   |                      |                      |                      |                      |                      |
| 1990-1991  | Penguins de Pittsburgh   | LNH        | 2   | 0                | 1                | 1                | 0                |                  |   |                      |                      |                      |                      |                      |
| 1991-1992  | Lumberjacks de Muskegon  | LIH        | 13  | 4                | 11               | 15               | 6                | 13               | 5 | 11                   | 16                   | 10                   |                      |                      |
| 1991-1992  | Penguins de Pittsburgh   | LNH        | 49  | 2                | 8                | 10               | 4                |                  |   |                      |                      |                      |                      |                      |
| 1992-1993  | Lumberjacks de Cleveland | LIH        | 66  | 33               | 36               | 69               | 72               | 4                | 2 | 1                    | 3                    | 4                    |                      |                      |
| 1993-1994  | Wings de Kalamazoo       | LIH        | 25  | 9                | 5                | 14               | 34               | 5                | 2 | 1                    | 3                    | 2                    |                      |                      |
| 1994-1995  | Sheffield Steelers       | BNL        | 28  | 55               | 32               | 87               | 18               |                  |   |                      |                      |                      |                      |                      |
| 1995-1996  | Sheffield Steelers       | BNL        | 36  | 58               | 40               | 98               | 28               |                  |   |                      |                      |                      |                      |                      |
| 1996-1997  | Sheffield Steelers       | BNL        | 34  | 25               | 12               | 37               | 24               |                  |   |                      |                      |                      |                      |                      |
| 1997-1998  | Sheffield Steelers       | BISL       | 43  | 19               | 33               | 52               | 36               |                  |   |                      |                      |                      |                      |                      |
| 1998-1999  | Sheffield Steelers       | BISL       | 41  | 19               | 24               | 43               | 12               |                  |   |                      |                      |                      |                      |                      |
| 2002-2003  | Dundee Stars             | FBNL       | 33  | 31               | 40               | 71               | 28               |                  |   |                      |                      |                      |                      |                      |
| Totaux LNH | Totaux LNH               | Totaux LNH | 168 | 27               | 34               | 61               | 63               | 14               | 0 | 0                    | 0                    | 21                   |                      |                      |

## Honneurs et trophées
- 1986 et 1987 : nommé dans la deuxième équipe d'étoiles de la section de l'Ouest de la Ligue de hockey de l'Ouest.

## Transactions en carrière
- 5 mars 1991 : échangé aux Penguins de Pittsburgh par les Sabres de Buffalo en retour de Tony Tanti.